# Prichindel
Prichindel (în franceză P'tit-Bonhomme) este un roman scris de Jules Verne în 1891. Publicarea lui în Magasin d'Éducation et de Récréation a început pe 1 ianuarie 1893 și a continuat până pe 15 decembrie același an, fiind urmată de apariția în volum pe 23 noiembrie.

## Povestea
În Irlanda anului 1875, Prichindel este unul dintre mulții copii abandonați ai acelei epoci, exploatat de un prezentator de marionete. Persoane pline de compasiune îl duc apoi într-o școală pentru defavorizați unde nu o duce deloc mai bine și unde supraviețuielte cu ajutorul lui Grip, un adolescent care îl ia sub protecția sa.
Școala este distrusă într-un incendiu, dar Prichindel este salvat de o tânără comediană care se debarasează de el aproape imediat. Emoționată de suferința copilului, familia de fermieri Mac Carthy îl adoptă și, alături de ea, Prichindel petrece patru ani fericiți. Însă, după evacuarea forțată provocată de neplata datoriilor, familia și copilul sunt separați.
Prichindel visează ca, într-o zi, să devină un negociator important. După un mic sejur la un conte arogant, el pune pe picioare o afacere ambulantă, ajutat de Bob, un mic vagabond pe care îl salvează de la înec. Cei doi copii ajung la Dublin, unde reușesc să închirieze un spațiu într-un cartier popular. Ei își fac acolo un bazar specializat în jucării și, sfătuiți de proprietar, își dezvoltă afacerea cu prudență și perseverență, ajungând chiar să cumpere marfă de pe o navă și să înființeze în magazin un raion alimentar.
1. Succesul nu îl face să îi uite pe cei care l-au ajutat în momentele dificile: reunește familia Mac Carthy - care fusese dispersată - și îi oferă banii necesari pentru a-și cumpăra înapoi vechea fermă, apoi îl ia ca asociat pe vechiul său prieten, Grip, care se va căsători cu casierița bazarului, Sissy. Prichindel pare a fi ajuns într-o poziție de invidiat, dar el încă se gândește la realizarea visului său de copil.

### Capitolele cărții
| - Capitolul I - Într-un colț îndepărtat al provinciei Connaught - Capitolul II - Marionete regale - Capitolul III - Ragged-school - Capitolul IV - Înmormântarea unui pescăruș - Capitolul V - Din nou la ragged-school - Capitolul VI - Limerick - Capitolul VII - Situație primejduită - Capitolul VIII - Ferma Kerwan - Capitolul IX - Ferma Kerwan (continuare) - Capitolul X - Ce se petrecuse în comitatul Donegal - Capitolul XI - O primă ușor de câștigat - Capitolul XII - Întoarcerea - Capitolul XIII - Două botezuri - Capitolul XIV - Și încă nu împlinise nouă ani - Capitolul XV - Un an prost - Capitolul XVI - Izgonirea | - Capitolul I - Înălțimile lor - Capitolul II - Vreme de patru luni - Capitolul III - La Trelingar-castle - Capitolul IV - Lacurile de la Killarney - Capitolul V - Câine ciobănesc și câine de vânătoare - Capitolul VI - Optsprezece ani la un loc - Capitolul VII - Șapte luni la Cork - Capitolul VIII - Fochistul-șef - Capitolul IX - O idee negustorească a lui Bob - Capitolul X - La Dublin - Capitolul XI - Bazarul "Pungilor sărace" - Capitolul XII - Cum poți reîntâlni o veche cunoștință - Capitolul XIII - Cum își schimbă omul starea și culoarea chipului - Capitolul XIV - Cu marea izbind furioasă din trei părți - Capitolul XV - Și de ce nu? |

## Bildungsroman
Cartea este un bildungsroman, o formă de narațiune care prezintă procesul de formare a personalității eroului principal sub influența experienței directe. Acest lucru este sugerat și de împărțirea sa în cele două părți intitulate "Primii pași" și "Ultimele etape".
Ea are caracteristicile unui roman de Charles Dickens sau a unei scrieri a oricăruia dintre scriitorii irlandezi, cum ar fi Frank McCourt, care descriu viața extrem de grea a tinerilor săraci din Irlanda.

## Teme abordate în cadrul romanului
- Copilăria nefericită a copiilor năspăstuiți de soartă (care amintește de faimoasele romane Oliver Twist a lui Charles Dickens, Cuore a lui Edmondo De Amicis și Singur pe lume a lui Hector Malot)
- Recunoștința arătată celor care au oferit un ajutor în viață (temă vizibilă și în Căpitan la cincisprezece ani, în care negri care au ajutat familia Weldon sunt răscumpărați din sclavie)
- Familia bună la suflet, care ia sub oblăduirea sa destinul unor copii nefericiți (care amintește de gestul familiei Glenarvan din Copiii căpitanului Grant)

## Lista personajelor
- Prichindel
- Thornpipe - prezentator ambulant de marionete
- Domnul O'Bodkins - directorul școlii zdrențăroșilor
- Carker - un bătăuș din școala zdrențăroșilor
- Grip - adolescentul care îl ia pe Prichindel sub aripa sa ocrotitoare
- Miss Anna Waston - comediana care îl salvează pe Prichindel după ce școala este mistuită în incendiu
- Elisa Corbett - servitoarea Annei Watson
- Ducesa de Kendale - rolul pe care îl joacă Miss Anna Watson în piesa Remușcările unei mame în care joaca și Prichindel sub numele de Sib
- Martin MacCarthy - 52 de ani, fermier la ferma Kerwan
- Martina MacCarthy - soția lui Martin
- Murdock - fiul cel mare al familiei MacCarthy
- Kitty - soția lui Murdock
- Patrick și Simon - ceilalți doi fii ai familiei MacCarthy
- Doamna Hard - femeia la care Prichindel si-a petrecut primii ani de viata,intr-o mizerie de nedescris.
- Birk - câinele credincios al familiei MacCarthy, prieten nedespărțit al lui Prichindel
- Lordul Piborne - aristocrat în slujba căruia Princhidel intră pe post de groom
- Contele Ashton - fiul Lordului Piborne
- Domnul Scarlett - intendent
- Kat - spălăloreasă în slujba Lordului Piborne
- Bob - copilul salvat de Prichindel de la înec
- Domnul O'Brien - proprietarul la care locuiește Prichindel
- Sissy - casierița bazarului

## Traduceri în limba română
- 1987 - Prichindel, Ed. Ion Creangă, Colecția "Jules Verne", nr. 38, traducere Valeriu Mihăilă, 280 pag.
- 2005 - Prichindel (2 vol.), Ed. Minerva, Colecția "Biblioteca pentru toți", traducere Valeriu Mihăilă, 278 pag., ISBN 973-21-0746-4
- 2010 - Prichindel, Ed. Adevărul, Colecția "Jules Verne", vol. 38, traducere Valeriu Mihăilă, 440 pag., ISBN 978-606-539-184-0